# Max Inc.
Max Inc. est une série télévisée humoristique québécoise en 30 épisodes de 25 minutes scénarisée par Louis Saïa et diffusée entre le 28 février 2002 et le 29 mai 2003 sur le réseau TVA.

## Synopsis
Max inc. est centré autour de Max, de sa sœur Nathalie, surnommée « Nikita », de ses parents (Martin et Estelle) et de leurs amis respectifs, et présente avec positivisme et humour une famille qui traverse les incidents de parcours reliés au quotidien, aux amitiés, aux divergences de point de vue, aux espoirs et ambitions ainsi qu’aux désillusions que vivent les jeunes et les adultes d’aujourd’hui.

## Distribution

### Acteurs principaux
- Michel Charette : Max Aucoeur
- Rose-Maïté Erkoreka : Nikita Aucoeur
- Luc Guérin : Martin Aucoeur
- Micheline Bernard : Estelle Aucoeur
- Jean-François Harrisson : Sylvain McLean (Vain-Vain)
- Marc-François Blondin : Etienne Fafard
- Amélie Bernard : Frédou Bigras
- Louis-Olivier Mauffette : Beaucage (Beau)
- Éric Hoziel : Tasso
- Patrice Coquereau : Igor
- Diane Lavallée : Barbara Bigras

## Fiche technique
- Auteur : Louis Saïa
- Réalisation : Guy Jodoin et Louis Saïa
- Producteurs : Philippe Dussault et Anne-Marie Hétu
- Production : Match TV

## Épisodes
- Second début (#03)
- Killing bastards (7 mai 2002)
- Le retour de Fernand (21 octobre 2002)
- Les fantômes du passé (28 octobre 2002)
- La belle Sophie (29 mai 2003)